# Oliver Mortensen
Oliver Juul Mortensen (født 20. marts 2004 i Svendborg) er en cykelrytter fra Danmark, der kører for XSpeed United.